# Florian Meier
Florian Meier (Vaduz, 14 novembre 1988) è un politico e poliziotto liechtensteinese, sindaco di Vaduz dal 2024.

## Biografia
Nato a Vaduz, è uno dei tre figli di Markus, esperto in pubbliche relazioni, e dell'impiegata di banca Irmgard Stauber; è inoltre pronipote di Hilmar Ospelt.
Dal 1995 al 2000 frequentò la scuola elementare di Ebenholz, poi la scuola secondaria a Vaduz fino al 2004. Da allora fu in apprendistato commerciale per tre anni presso l'amministrazione comunale.
Nel 2012 si diplomò alla Polizeischule Amriswil e dal 2011 fino al 2024 lavorò come agente di polizia per la Landespolizei. Nel 2024 ha conseguito un diploma in economia aziendale a Sargans.

### Attività politica

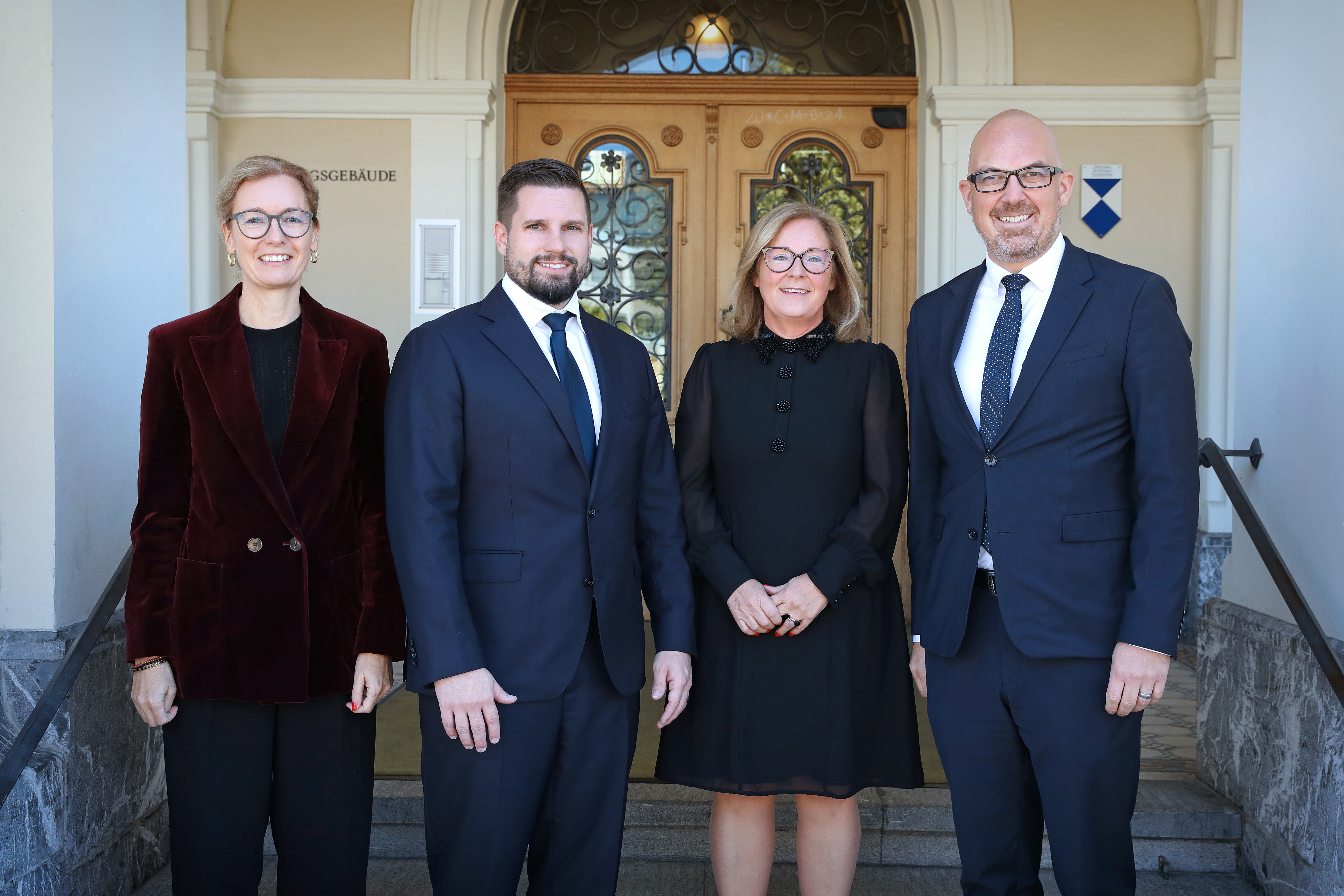
Il vice primo ministro Monauni, il sindaco Meier, la vicesindaca Moser e il premier Risch davanti al palazzo del Governo, 18 settembre 2024

Nel 2023 entrò nel consiglio comunale di Vaduz e divenne vicesindaco; rappresentò quindi la sindaca Miescher durante la sua assenza dall'incarico per motivi di salute, tra il dicembre 2023 e il marzo 2024, e anche dopo le dimissioni giunte a maggio.
Il 25 agosto del 2024 fu scelto come nuovo sindaco, prestando giuramento il 18 settembre.

## Vita privata
È sposato dal 29 maggio 2010 con l'imprenditrice Mirjam Negele (19 ottobre 1986) e ha tre figli.